# Consore
Consore, également stylisé ConSoRe, en forme longue Continuum Soins Recherche, est un moteur de recherche dédié à la cancérologie développé conjointement par Unicancer et Coexya depuis 2013. Il s'agit d'un outil d'exploration de données permettant de constituer des cohortes de patients partageant des caractéristiques communes. Le programme Consore est ainsi mis en place pour la recherche médicale, et plus particulièrement la recherche en oncologie et l'utilisation de l'intelligence artificielle dans la santé.

## Données médicales
L'application est capable de s'appuyer sur des données anonymisées issues de nombreuses sources, qu'elles soient structurées (documents PMSI, examens de biologie, fiches tumeur) ou non structurées (comptes-rendus médicaux d'anatomopathologie, de consultation, de RCP). Les données non structurées passent par un mécanisme de traitement automatique des langues pour la détection de concepts médicaux. Ces données sont nécessaires à l'apprentissage des systèmes d'intelligence artificielle en santé.

## Fonctionnement
Le fonctionnement de l'outil est présenté dans certains articles scientifiques. L'application s'articule autour de deux étapes clés :
- La première phase dite d'indexation, où chaque document (structuré ou non) est traité pour l'extraction de concepts médicaux. On parle alors de données élémentaires ;
- La seconde phase dite de structuration, où l'ensemble des concepts détectés dans les documents d'un même individu est étudié dans des règles de structuration, permettant la génération d'un profil patient. On parle alors de données inférées sur la base des données élémentaires générés dans la première phase.

La génération des profils patients permet ensuite le requêtage de données et la génération de cohortes à travers un portail web.
Le moteur intègre depuis sa dernière version un outil de curation de données permettant la visualisation, l'édition et la validation de données relatives aux cancers sur une cohorte précise.

## Déploiement
L'application s'appuie sur les données de 11 Centres de Lutte Contre le Cancer sur les 18 CLCC présents en France.